# Cooperative Linux
Cooperative Linux is software om Windows- en Linux-programma's op een enkele computer naast elkaar te laten werken. Het is vergelijkbaar met Portable Ubuntu en Wine. Cooperative Linux maakt gebruik van een geporteerde Linuxkernel en een virtueel netwerk om Linuxprogramma's te laten werken onder Windows. Het is enkel beschikbaar in 32-bit waardoor 64-bitprogramma's niet werken.